# Mashriq

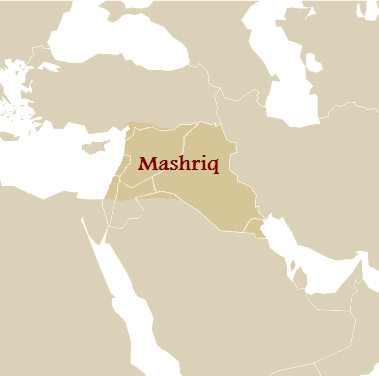
A történetileg szűken értelmezett Mashriq

Mashriq (arabul: ٱلْمَشْرِق) néha Mashreq vagy Mashrek, az arab világ keleti része, Nyugat-Ázsiában és Észak-Afrika keleti részén található. A területhez tartozik Bahrein, Egyiptom, Irak, Jordánia, Kuvait, Libanon, Omán, Palesztina, Katar, Szaúd-Arábia, Szudán, Szíria, az Egyesült Arab Emírségek és Jemen arab államok területei,    azonban nem képezik részét az olyan nem arab államok, mint Szomália, Dzsibuti vagy a Comore-szigetek, amelyek szintén tagjai az Arab Ligának. 

## Etimológia
A megnevezés etimológiailag az arab sharaqa (arabul: شرق) igéből származtatható, melynek jelentése ragyogni, megvilágítani. Az sh-rq (ش-ر-ق) szótő az arabban keletre utal. 

## Földrajz
A Mashriq szó a Földközi-tenger és az Irán által határolt területre utal. Nyugatra a Maghreb, míg délről a Szahara határolja. A terület az arab világ keleti területeit tartalmazza – jelentése is ahol a Nap felkel –, a nyugati rész megnevezése Maghreb (arabul: ٱلْمَغْرِب), mely Észak-Afrika nyugati részét foglalja magába és jelentése, ahol a Nap nyugszik. A két terület határa Líbiát kettészeli, annak tripolitániai és fezzani részei már a Maghrebhez, míg cyremaicai - keleti - részét még Mashriqhoz tartozónak tekintik.
Ezen földrajzi kifejezések a korai iszlám terjeszkedésből származnak. A régió hasonló a Bilad al-Sham és a mezopotámiai régiókhoz. Mashriq 2014-ben a világ népességének 1,7% -ának adott otthont.     

## Területi együttműködés

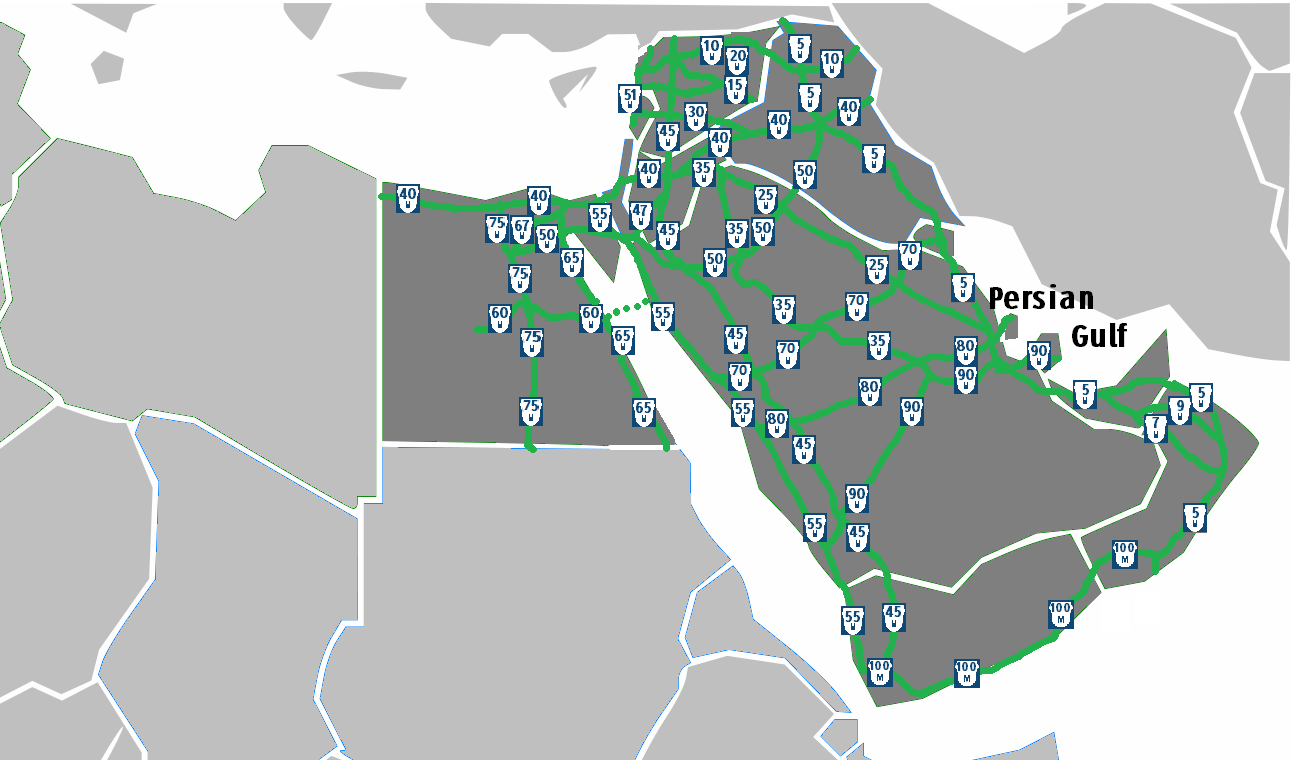
Mashriq úthálózata

A térség összes állama tagja az Arab Ligának (bár Szíria tagsága jelenleg[mikor?] fel van függesztve), a Nagy-arab Szabadkereskedelmi Térségnek és az ENSZ-nek. A régió több projektben is együttműködik, többek között az Arab Mashreq Nemzetközi Úthálózat és az Arab Mashreq Nemzetközi Vasút infrastruktúrális projektekben. Több nemzet is tagja az Öbölmenti Együttműködési Tanácsnak, illetve voltak már próbálkozások egységesülésre is, mint az Egyesült Arab Köztársaság, amely 1958-tól 1971-ig létezett és a mai Szíriát, Egyiptomot, illetve a Gázai övezetet tartalmazta.

## Fordítás
Ez a szócikk részben vagy egészben  a   Mashriq című angol Wikipédia-szócikk ezen változatának fordításán alapul.  Az eredeti cikk szerkesztőit annak laptörténete sorolja fel. Ez a jelzés csupán a megfogalmazás eredetét és a szerzői jogokat jelzi, nem szolgál a cikkben szereplő információk forrásmegjelöléseként.